# Copy Control

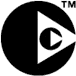
Logo.

Copy Control est le nom générique d'un système de protection anticopie, utilisé entre 2001 et 2006 sur plusieurs disques audio numériques par EMI Group et Sony BMG Music Entertainment dans plusieurs régions (Europe, Canada, États-Unis et Australie). Il ne doit pas être confondu avec le système de protection contre la copie de logiciels informatiques CopyControl, introduit par Microcosm Ltd en 1989.
Aux Pays-Bas, les labels discographiques Sony et Universal ont expérimenté le contrôle anticopie jusqu'en 2004. EMI a continué à l'utiliser jusqu'en juin 2006, date à laquelle il l'a abandonné. Aux États-Unis, Universal Music Group a expérimenté le contrôle anticopie sur quelques bandes sonores en 2001 et 2002, mais l'a ensuite abandonné. Warner Music Group ne l'a utilisé en Europe que sur des titres tels que Greatest Hits des Red Hot Chili Peppers et Music de Madonna. En septembre 2006, Cactus Data Shield, la technologie Macrovision à l'origine du Copy Control, n'est plus listée comme produit sur le site web de Macrovision et est complètement abandonnée dans des pays tels que l'Australie.

## Contexte
La protection anticopie s'est développée en réponse au partage de fichiers et à la copie occasionnelle de CD qui sont devenus monnaie courante dans les années 2000, et ont engendré à l'industrie musicale des pertes significatives, ou des revenus « non gagnés ». La question de l'extraction clandestine de données numériques ne s'était pas particulièrement posée lorsque la norme CD a été introduite au début des années 1980 et, par conséquent, contrairement aux DVD plus récents, la norme CD ne prévoit aucune forme inhérente de protection anticopie ou d'autre gestion des droits numériques. 
Le système Copy Control est l'une des nombreuses tentatives d'application d'une protection anticopie en plus de la norme CD, mais comme il s'agit simplement d'une modification de la norme déjà illimitée qui doit encore donner des résultats utilisables dans la plupart des lecteurs de CD, l'efficacité du système varie de manière significative. Néanmoins, la conception par EMI de certains disques protégés a tenté d'ignorer les droits statutaires des consommateurs avec la clause de non-responsabilité « à l'exception d'un produit défectueux résultant du processus de fabrication, aucun échange, retour ou remboursement n'est autorisé ».